# Tchoukball
El Tchoukball (/ˈtʃuːkbɔːl/), pronunciado en español como chukbol, es un deporte de equipo jugado por equipos de siete jugadores (cinco en la modalidad de tchoukball playa). Fue desarrollado en Suiza en la década de 1970 por el biólogo suizo Hermann Brandt, quien creía que: «El objetivo de las actividades físicas humanas no es ser campeones, sino contribuir a la construcción de una sociedad armoniosa» y es especialmente popular en Italia, Singapur, Suiza y Taiwán, aunque se ha convertido en un deporte internacional con federaciones nacionales en más de 60 países entre los que se incluyen España,Reino Unido, Francia, Alemania, República Checa, India,  Argentina, Brasil, Uruguay,Colombia, México o Chile.
Está regido por la Federación Internacional de Tchoukball (FITB), que fue fundada en 1971. Se juega con una pelota esférica en una cancha cubierta provista en cada extremo de una pequeña red elástica (tchouk). Los equipos anotan al rebotar la pelota contra cualquiera de los dos tchouks y alcanzar el suelo más allá de una línea semicircular, sin ser interceptada por el equipo defensor. El contacto físico entre los jugadores está prohibido.

## Etimología
El nombre de tchoukball proviene del sonido onomatopéyico "tchouk" que hace la pelota cuando rebota en la red.

## Historia
A principios de los años setenta el tchoukball empezó a extenderse sobre todo en Europa, hasta el punto de que durante los Juegos Olímpicos de Múnich de 1972 se organizó un partido de demostración. Sin embargo, en noviembre del mismo año, el Dr. Brandt murió y esta pérdida marcó un revés en el movimiento de difusión. En los años 1980, con gran dificultad y lentamente, la actividad se reanudó también gracias a John Andrews, presidente de la FIEP, a Michel Favre, amigo íntimo de Brandt, y al gobierno taiwanés que a finales de los años 1970 hizo del tchoukball el deporte nacional de las escuelas, apoyado y promovido por el Ministerio de Educación por su valor educativo. Por esta característica, el tchoukball también recibió un importante reconocimiento de la ONU en 2001, que lo declaró un "deporte en apoyo de la paz y la fraternidad".

## Reglas
Los equipos pueden estar compuestos por doce jugadores, pero solo siete pueden estar en la cancha al mismo tiempo. (cinco en la modalidad de tchoukball playa). 
Está prohibido el contacto físico entre jugadores y los defensores no pueden intentar obstruir o interceptar los pases del equipo atacante. Los jugadores pueden dar como máximo tres pasos (más concretamente, tres apoyos del pìe) con el balón y retenerlo como máximo durante tres segundos. Los equipos no pueden pasar el balón más de tres veces antes de tirar al tchouk ni hacer más de tres impactos consecutivos en el mismo tchouk. No está permitido botar el balón. 
Cancha

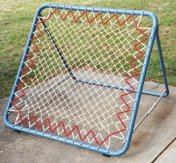
Tchouk

- El tamaño de la cancha que se utiliza generalmente es de 27 m × 16 m. Sin embargo, existen variaciones de este método, como en el tchoukball playa, donde se utiliza una cancha de 21 m × 12 m.
- Se coloca un tchouk (un dispositivo similar a un trampolín en el cual, la bola rebota) en cada extremo del campo de juego, de un metro cuadrado de superficie.
- Delante de cada tchouk, se dibuja un semicírculo en forma de D de 3 m de radio; esto define los límites de una "zona prohibida" donde los defensores no pueden pararse. Los atacantes deben soltar el balón antes de pisaren la zona prohibida.
- Las líneas alrededor de las zonas se consideran parte de la zona: la línea que marca la zona prohibida en semicírculo se considera parte de la zona prohibida, y la línea que rodea toda la cancha se considera parte de la cancha.

Balón
Dependiendo de la categoría de los jugadores (hombres, mujeres, jóvenes), se utilizan diferentes tamaños de balones. Estos varían desde una circunferencia de 54 a 60 cm y pesos de 325 a 475 gramos.
Puntuación
- En tchoukball, cualquiera de los equipos puede anotar en cualquier extremo de la cancha.

- Se anota un punto cuando el balón rebota después de golpear en cualquiera de los 2 tchouks y toca el suelo fuera del semicírculo marcado. También cuando toca cualquier parte del cuerpo de un jugador defensor por debajo de las rodillas o toca a un jugador defensor mientras este se encuentra en la zona prohibida.
- Se otorga un punto al equipo defensor (gol en propia) cuando el equipo atacante lanza y no alcanza al tchouk, o el balón rebota fuera del área de juego (ya sea fuera de la cancha o en la zona prohibida).

- Para el equipo que ataca, no está permitido pisar la zona prohibida con el balón. El balón debe soltarse antes de que el jugador caiga en la zona prohibida (landing).
- Si la pelota toca el borde metálico del tchouk, las cuerdas elásticas que sostienen la red, los ganchos o los anillos del marco y la pelota cambia de dirección, se otorga una falta (marco).

- Si el equipo defensor atrapa un tiro, puede proceder a atacar inmediatamente.

- Cuando un equipo gana un punto, el control del balón pasa al otro equipo. Cuando un pase no se completa (el balón toca el suelo o sale de la cancha), el otro equipo obtiene la posesión.

Arbitraje
Para las competiciones oficiales se requieren tres árbitros en el campo. Uno que se sitúa en cada cuadro y uno que sigue el juego desde el lado largo del campo. Este último tiene derecho a anular las decisiones de los otros dos árbitros.

## Posiciones

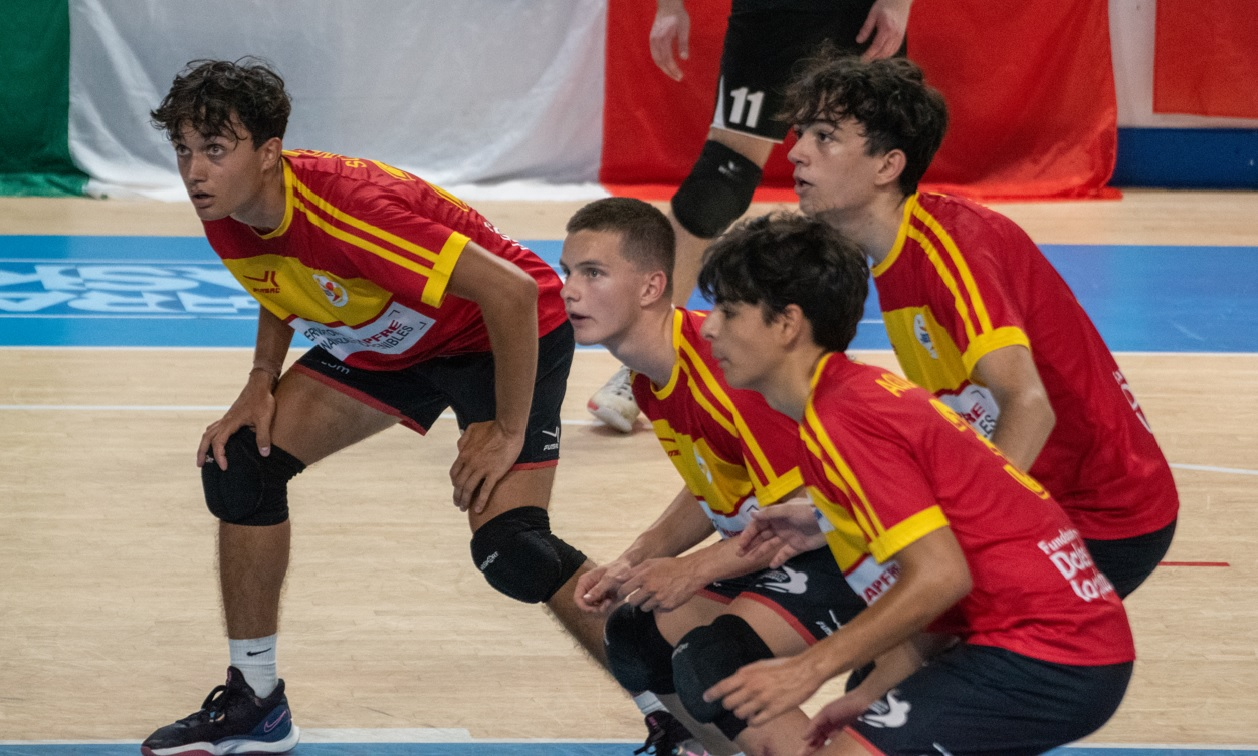
Defensa preparada en el partido Alemania-España por el tercer y cuarto puesto del Campeonato Europeo de Ferrara 2024.

Cada equipo se organiza en el campo en las siguientes posiciones:
2 tiradores derechos o extremos derechos
2 tiradores izquierdos o extremos izquierdos
2 o 3 defensores o pivote delantero
1 centro (o ninguno si se utilizan 3 defensores) o pivote central
Cada lado de la cancha incluirá un tirador izquierdo, un tirador derecho y 1 o 2 defensores, mientras que el centro suele permanecer cerca del centro de la cancha si se utiliza esta formación. Los tiradores suelen estar a cargo de los tiros, aunque en algunos casos el defensor también puede realizarlos. Los defensores están a cargo de coordinar la primera línea de defensa, mientras que el pivote central se encarga de la segunda línea de defensa.
Sin embargo, otras formaciones incluyen no utilizar un pivote central: el equipo pasaría por alto al centro y lanzaría pases de longitud completa de la cancha directamente a los tiradores/interiores. Esto proporciona un defensor de primera línea adicional o un defensor de segunda línea dedicado.

## Lanzamientos

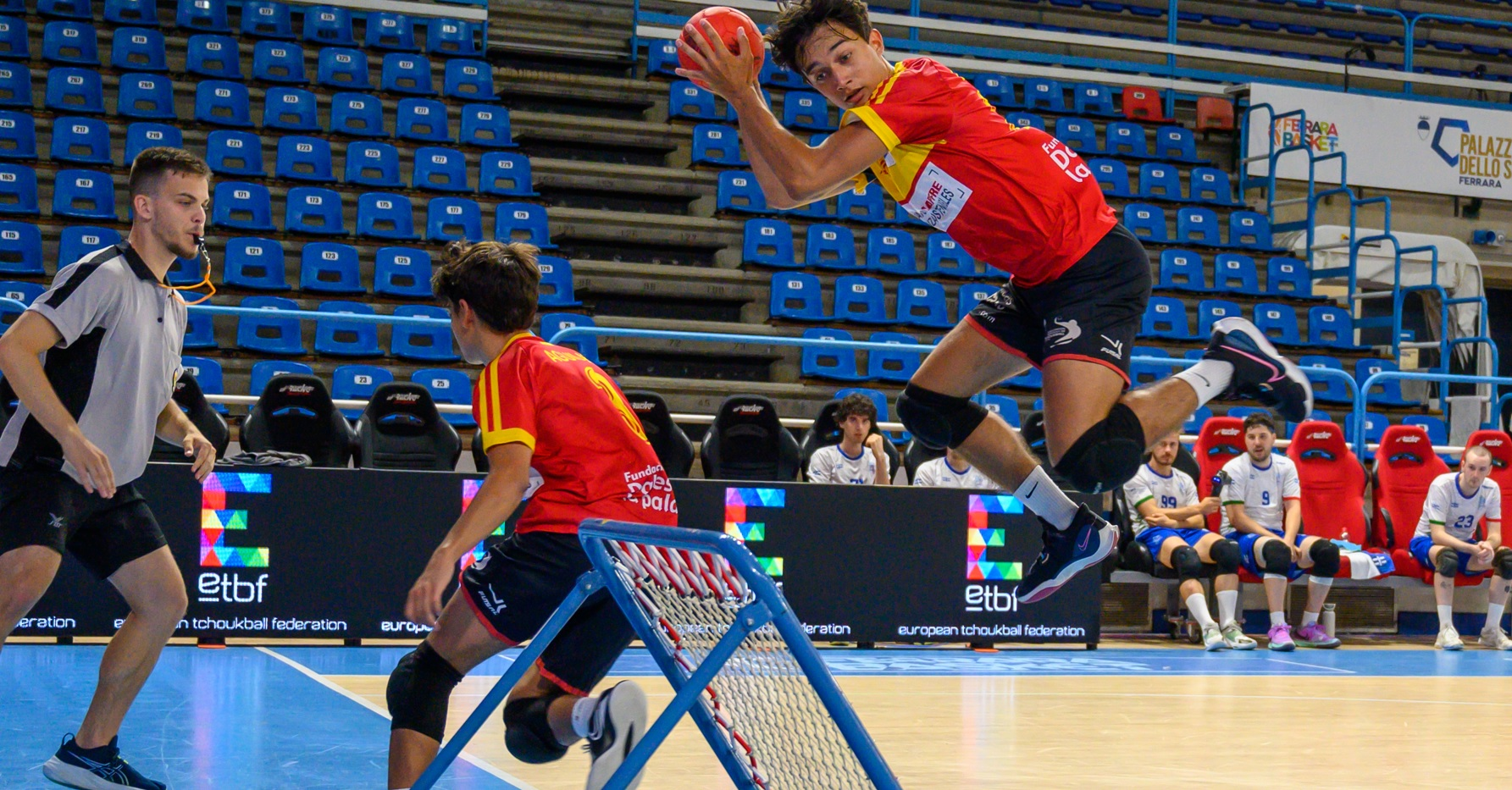
Lanzamiento en el partido España-Italia de la fase de grupos del Campeonato Europeo de Ferrara 2024.

Es habitual que los lanzamientos de los tiradores se denominen en función del ángulo con el que sale la pelota al rebotar en el tchouk. Así, si el lanzador corre junto a la línea de fondo y el balón ya lanzado continúa recto paralelo a esa línea, hablaríamos de un "cero" o si con un amplio salto el lanzador logra enviar el balón hacia atrás en paralelo a esa línea hablaríamos de un "ciento ochenta".

Cabe decir que algunas de estas maniobras más precisas solo son posibles con tchoks de alta calidad, como los empleados en competiciones internacionales, que guardan la tensión correcta en el cordaje del tchouk.

## Federación Internacional de Tchoukball (FITB)

Pictograma del deporte chukbol.

La FITB, fundada en 1971, tiene su sede en Ginebra, Suiza. En 2021 contaba con 50 asociaciones miembroy 22 países con un representante designado de la FITB. Apoya y asesora a las asociaciones nacionales y a las personas que desean difundir el tchoukball en nuevas áreas. La FITB fue un deporte de demostración en los Juegos Mundiales de 2009, que tuvieron lugar en Kaohsiung, Taiwán.
En los campeonatos mundiales el tchoukball ha estado dominado por equipos taiwaneses desde 1980. Sus únicas derrotas desde entonces fueron en 2004, cuando fueron derrotados por Suiza en la final masculina, y en 2023, cuando Italia los derrotó en la semifinal femenina.

## Campeonatos mundiales

### Campeonato mundial de Tchoukball
| Año  | Sede               | Categoría masculina | Categoría femenina |
| ---- | ------------------ | ------------------- | ------------------ |
| 1971 | Suiza              | Francia             | -                  |
| 1976 |                    |                     |                    |
| 1980 | Suiza              | República de China  | República de China |
| 1982 | Francia            | República de China  | República de China |
| 1984 | República de China | República de China  | República de China |
| 1987 | Suiza              | República de China  | República de China |
| 2000 | Suiza              | República de China  | República de China |
| 2004 | República de China | Suiza               | República de China |
| 2011 | Italia             | República de China  | República de China |
| 2015 | República de China | República de China  | República de China |
| 2019 | Malasia            | República de China  | República de China |
| 2023 | República Checa    | República de China  | Suiza              |

### Campeonato mundial de Tchoukball playa
| Año  | Sede               | Categoría masculina | Categoría femenina |
| ---- | ------------------ | ------------------- | ------------------ |
| 2005 | Suiza              | República de China  | República de China |
| 2017 | República de China | República de China  | República de China |

### Tchoukball en los World Games
| Año  | Sede               | Categoría masculina | Categoría femenina |
| ---- | ------------------ | ------------------- | ------------------ |
| 1989 | Alemania           | República de China  | República de China |
| 2009 | República de China | República de China  | República de China |

### Campeonato mundial juvenil de Tchoukball
| Año  | Sede               | M-18 Masculino     | M-15 Masculino     | M-12 Masculino     | M-18 Femenino      | M-15 Femenino      | M-12 Femenino      |
| ---- | ------------------ | ------------------ | ------------------ | ------------------ | ------------------ | ------------------ | ------------------ |
| 2004 | República de China | República de China | -                  | -                  | República de China | -                  | -                  |
| 2011 | Austria            | Italia             | Singapur           | República de China | República de China | Italia             | -                  |
| 2013 | República de China | República de China | República de China | República de China | República de China | República de China | República de China |
| 2015 | Singapur           | Singapur           | República de China | República de China | Singapur           | República de China | Singapur           |
| 2019 | Singapur           | República de China | República de China | República de China | Singapur           | República de China | República de China |
| 2023 | Singapur           | República de China | Singapur           | República de China | Singapur           | República de China | República de China |

### Campeonato mundial juvenil de Tchoukball playa
| Año  | Sede               | Categoría masculina | Categoría femenina |
| ---- | ------------------ | ------------------- | ------------------ |
| 2017 | Indonesia          | República de China  | República de China |
| 2023 | República de China | República de China  | República de China |

### Campeonato mundial universitario de Tchoukball
| Año  | Sede    | Categoría masculina | Categoría femenina |
| ---- | ------- | ------------------- | ------------------ |
| 2017 | Malasia | República de China  | República de China |

## Campeonatos regionales

### Campeonato de Europa
| Año  | Sede            | Categoría masculina | Categoría femenina |
| ---- | --------------- | ------------------- | ------------------ |
| 2003 | Italia          | Suiza               | Suiza              |
| 2006 | Suiza           | Reino Unido         | Suiza              |
| 2008 | República checa | Suiza               | Suiza              |
| 2010 | Reino Unido     | Suiza               | Suiza              |
| 2014 | Alemania        | Austria             | Suiza              |
| 2016 | República Checa | Austria             | Suiza              |
| 2018 | Italia          | Italia              | Italia             |
| 2022 | Reino Unido     | Italia              | Suiza              |
| 2024 | Italia          | Italia              | Italia             |

### Campeonato de Europa Juveníl
| Año  | Sede            | M-18 masculino | M-15 masculino | M-12 masculino  | M-18 femenino | M-15 femenino | M-12 femenino |
| ---- | --------------- | -------------- | -------------- | --------------- | ------------- | ------------- | ------------- |
| 2016 | República Checa | Italia         | Italia         | República Checa | -             | Austria       | -             |
| 2022 | Reino Unido     | Suiza          |                |                 |               |               |               |

### Campeonato Panamericano
| Año  | Sede      | Categoría masculina | Categoría femenina |
| ---- | --------- | ------------------- | ------------------ |
| 2010 | Brasil    | Brasil              | Brasil             |
| 2012 | Uruguay   | Brasil              | Brasil             |
| 2014 | Colombia  | Brasil              | Colombia           |
| 2016 | México    | Brasil              | Uruguay            |
| 2022 | Brasil    | Brasil              | Argentina          |
| 2024 | Argentina | Uruguay             | Uruguay            |

### Campeonato de África Occidental
| Año  | Sede  | Categoría masculina | Categoría femenina |
| ---- | ----- | ------------------- | ------------------ |
| 2010 | Ghana | Togo                | Senegal            |
| 2012 | Togo  | Togo                |                    |
| 2014 | Benín | Togo                |                    |
| 2016 | Kenia | Camerún             |                    |

### Campeonato de África Oriental
| Año  | Sede   | Categoría masculina | Categoría femenina |
| ---- | ------ | ------------------- | ------------------ |
| 2014 | Uganda | Uganda              |                    |

### Campeonato de Asia Pacífico
| Año  | Sede               | Categoría masculina | Categoría femenina |
| ---- | ------------------ | ------------------- | ------------------ |
| 2003 | India              | República de China  | República de China |
| 2006 | República de China | República de China  | República de China |
| 2008 | República de China | República de China  | República de China |
| 2010 | Singapur           | República de China  | República de China |
| 2012 | Filipinas          | República de China  | República de China |
| 2014 | República de China | República de China  | República de China |
| 2016 | China              | República de China  | República de China |
| 2022 | Malasia            | República de China  | Singapur           |

### Campeonato de Asia Pacífico de Tchoukball Playa
| Año  | Sede      | Categoría masculina | Categoría femenina |
| ---- | --------- | ------------------- | ------------------ |
| 2013 | Tailandia | República de China  | Singapur           |

### Campeonato juveníl de Asia Pacífico
| Año  | Sede               | M-18 masculino     | M-15 masculino     | M-12 masculino     | M-18 femenino      | M-15 femenino      | M-12 femenino      |
| ---- | ------------------ | ------------------ | ------------------ | ------------------ | ------------------ | ------------------ | ------------------ |
| 2010 | Singapur           | República de China | -                  | Hong Kong          | República de China | -                  | República de China |
| 2013 | Malasia            | República de China | República de China | República de China | Singapur           | República de China | República de China |
| 2014 | Singapur           | República de China | República de China | República de China | República de China | República de China | República de China |
| 2016 | República de China | República de China | República de China | República de China | República de China | República de China | República de China |

### Campeonato Universitario de Asia Pacífico
| Año  | Sede               | Categoría masculina | Categoría femenina |
| ---- | ------------------ | ------------------- | ------------------ |
| 2009 | Hong Kong          | República de China  | República de China |
| 2011 | República de China | República de China  | República de China |
| 2013 | Corea del Sur      | Filipinas           | República de China |
| 2015 | Malasia            | República de China  | República de China |
| 2019 | República de China | República de China  | República de China |

### Campeonato del Sureste de Asia
| Año  | Sede Nation | Categoría masculina | Categoría femenina |
| ---- | ----------- | ------------------- | ------------------ |
| 2009 | Tailandia   | Singapur            | -                  |
| 2011 | Vietnam     | Filipinas           | Singapur           |
| 2013 | Tailandia   | Singapur            | Singapur           |
| 2015 | Malasia     | Singapur            | Singapur           |
| 2017 | Tailandia   | Singapur            | Singapur           |

### Campeonato del Sur de Asia
| Año  | Sede  | Categoría masculina | Categoría femenina |
| ---- | ----- | ------------------- | ------------------ |
| 2012 | Nepal | India               | -                  |
| 2014 | Nepal | India               | -                  |
| 2016 | India | India               | -                  |

### Campeonato del Este de Asia
| Año  | Sede          | Categoría masculina | Categoría femenina |
| ---- | ------------- | ------------------- | ------------------ |
| 2016 | China         | República de China  | -                  |
| 2017 | Corea del Sur |                     |                    |